# Keith Butler (baseball)
Pour les articles homonymes, voir Keith Butler et Butler.
Keith Allen Butler (né le 30 janvier 1989 à Bowling Green, Kentucky, États-Unis) est un lanceur de relève droitier des Ligues majeures de baseball qui a joué avec les Cardinals de Saint-Louis entre 2013 et 2014.

## Carrière
Keith Butler est drafté au 24e tour de sélection par les Cardinals de Saint-Louis en 2009. Il fait ses débuts dans le baseball majeur avec les Cardinals le 1er juin 2013 face aux Giants de San Francisco.